# بيرتا، ملكة قشتالة
بيرتا هي زوجة ألفونسو السادس ملك قشتالة وليون الثالثة تزوجها بعد وفاة زوجته الثانية كونستانس من بورغندي في عام 1094 أو 1095،. يعتقد أنها من توسكانا أبنة أماديوس الثاني، كونت سافوي وفي حين تضعها بعض المصادر كـ أبنة ويليام الأول، كونت بورغندي،  وبعد وفاتها أتخذ ألفونسو من عشيقته زائدة التي استنصرت واتخذت اسم إيزابيلا.